# 神若通
神若通（かみわかどおり）は兵庫県神戸市中央区の町名。現行行政地名は神若通一丁目から神若通七丁目。郵便番号は651-0067。

## 地理
旧・葺合区中部、旧熊内村の一角だった場所。住宅地・商業地域。
東は大日通、南は国香通、西は生田川を挟み（神若橋で接続）、南から二宮町、生田町。東から順に一～七丁目がある。

## 歴史
江戸時代、滝勝寺の坊中の一つに神若寺（しんじゃくじ）という寺があり、熊内村の一角に本村からやや離れて十戸ばかりの集落があり神若と呼ばれていたという。そこから町名となった。昭和6年（1931年）より葺合区、昭和55年（1980年）より中央区に属す。
- 明治36年（1903年）、葺合神若通二～七丁目として耕地整理の際、神戸市葺合町の一部から成立。
- 大正5年（1916年）、葺合町の一部を編入、一丁目ができる。
- 昭和6年（1931年）、葺合区所属により、「葺合」の冠称が取れて神若通となる。
- 昭和48年（1973年）、国香通一～七丁目と境界変更。
- 平成8年（1996年）、若菜小学校、二宮小学校、吾妻小学校、小野柄小学校を統合し、七丁目の若菜小学校の場所に中央小学校が開校。

## 人口統計
- 平成17年国勢調査（2005年10月1日現在）での世帯数676、人口1,274、うち男性625人、女性649人[2]
- 昭和63年（1988年）の世帯数835・人口1,909[3]。
- 昭和35年（1950年）の世帯数1,004・人口3,440[3]。
- 大正9年（1920年）の世帯数772・人口4,004[3]。
- 明治41年（1908年）の戸数96・人口526[3]。

## 施設
『角川地名大辞典』（1988年）によれば一丁目に国香公園・浄土真宗本願寺派西方寺、二丁目に神若保育所・市立神若老人いこいの家、三丁目に真言仏光寺派真光寺・真宗興正派勝光寺・市医師協同組合本部、四丁目に神若公園があるという。また七丁目に神戸市立中央小学校がある。